# Krzysztof Guzik
Krzysztof Guzik (* 18. März 1990) ist ein polnischer Biathlet.
Krzysztof Guzik startet für BLKS Żywiec. Er gab sein internationales Debüt bei den Biathlon-Europameisterschaften 2014 in Nové Město na Moravě, wo er 83. des Sprints und 72. der Verfolgung wurde. Mit Grzegorz Jakubowicz, Andrzej und Maciej Nędza-Kubiniec wurde er zudem im Staffelrennen 19.
National verpasste Guzik bei den Polnischen Meisterschaften im Biathlon 2013 mit der Staffel seines Vereins BLKS Żywiec als Viertplatzierter knapp eine Medaille.